# Georg Heinrich von Berenhorst

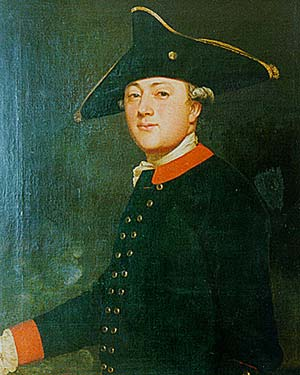
Georg Heinrich von Berenhorst in preußischer Uniform. Ölgemälde von Christoph Friedrich Reinhold Lisiewski, um 1756

Georg Heinrich von Berenhorst (* 26. Oktober 1733 in Sandersleben; † 30. Oktober 1814 in Dessau) war ein Militärschriftsteller.

## Leben
Der natürliche Sohn des Fürsten Leopold I. von Anhalt-Dessau erhielt um 1750 den Reichsadelsstand als „von Berenhorst“ und ein dem der Beringer nachempfundenes Bastardwappen. Er stand im Siebenjährigen Krieg im Dienste Preußens, war von 1757 bis 1760 Adjutant beim Prinzen Heinrich von Preußen und 1760 bei König Friedrich II. Im selben Jahr rette der den König in der Schlacht bei Torgau vor den Österreichern. Im Jahr 1762 nahm Berenhorst als Major seinen Abschied.
Er ging an den Hof seines Halbneffen, des Fürsten Franz von Anhalt-Dessau, wurde dort Prinzenerzieher und Verwalter des fürstlichen Hausvermögens. Mit dem Fürsten sowie später mit dem Prinzen Hans Georg bereiste er Frankreich, Italien und England, war Kammerpräsident, Hofmarschall und Oberhofmeister. Seit 1790 lebte er ganz seinen wissenschaftlichen Arbeiten.
Berenhorst bezweifelte die vorherrschende Ansicht einer methodischen Kriegführung mittels Manövrierens, trat für eine Abschaffung des stehenden Heeres und Einführung einer Miliz ein und war damit Wegbereiter einer Volksbewaffnung und der allgemeinen Wehrpflicht.
Als Schriftsteller ist Berenhorst der Vorgänger von Adam Heinrich Dietrich von Bülow in Bestreitung veralteter Ansichten, so namentlich in seinen 1795 verfassten Betrachtungen über die Kriegskunst, ihre Fortschritte etc. (Leipzig 1797–99, 3. Aufl. 1827). Auch Aphorismen (Leipzig 1805) und Aus Berenhorsts Nachlaß (Dessau 1845–47, 2 Bde.) verdienen Beachtung.

## Familie

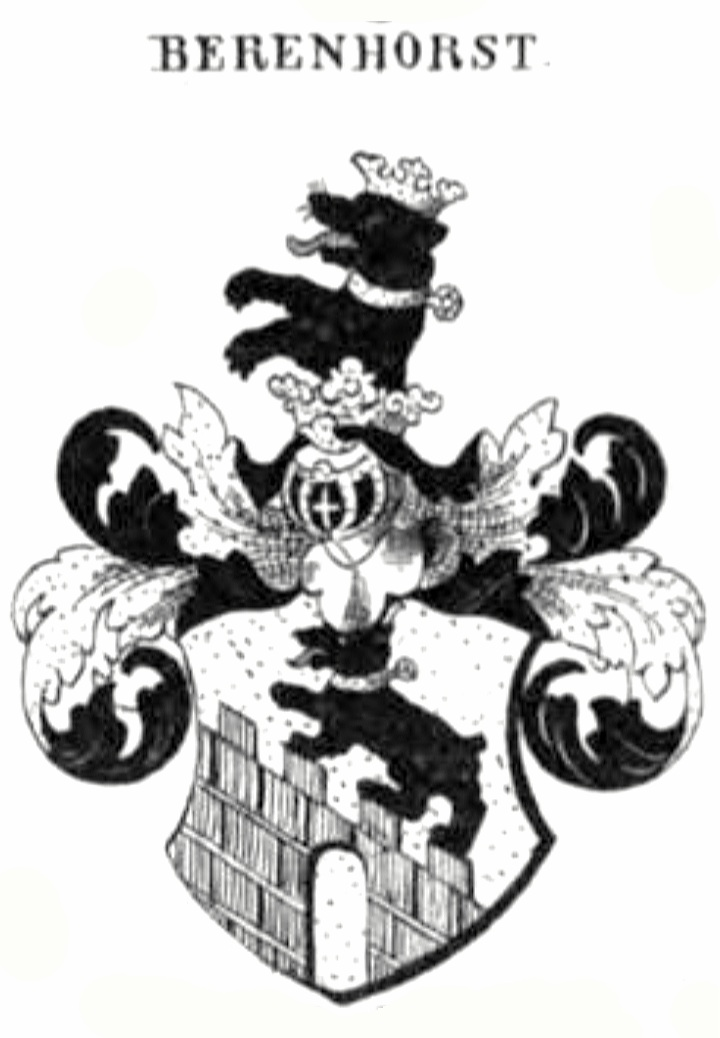
Wappen derer von Berenhorst, nachempfunden dem derer Beringer

Berenhorst heiratete am 8. Mai 1781 Katharine Christiane Marie Otto (* 29. August 1759). Die Ehe wurde am 20. August 1783 geschieden.
Bereits am 26. Oktober 1783 vermählte er sich mit Henriette von Bülow (* 30. Juni 1765; † 29. August 1813) aus dem Hause Schraplau. Unter den sechs Kindern aus der zweiten Ehe waren der dessauische Geheime Kabinettsrat Johann Georg von Berenhorst, genannt Hans Jürge (1793–1852), welcher Vater des Adolf von Berenhorst und des Leopold von Berenhorst war, und Thekla von Berenhorst (1808–1890), die in erster Ehe mit dem Gutsbesitzer Julius von Richthofen (1799–1862) verheiratet und damit die Urgroßmutter des Jagdfliegers Manfred von Richthofen (1892–1918) war. Die Tochter Eugenia († 18. April 1796) verstarb 8-jährig.

## Nachlass
Der schriftliche Nachlass der Familie Berenhorst befindet sich in der Abteilung Dessau des Landesarchivs Sachsen-Anhalt.

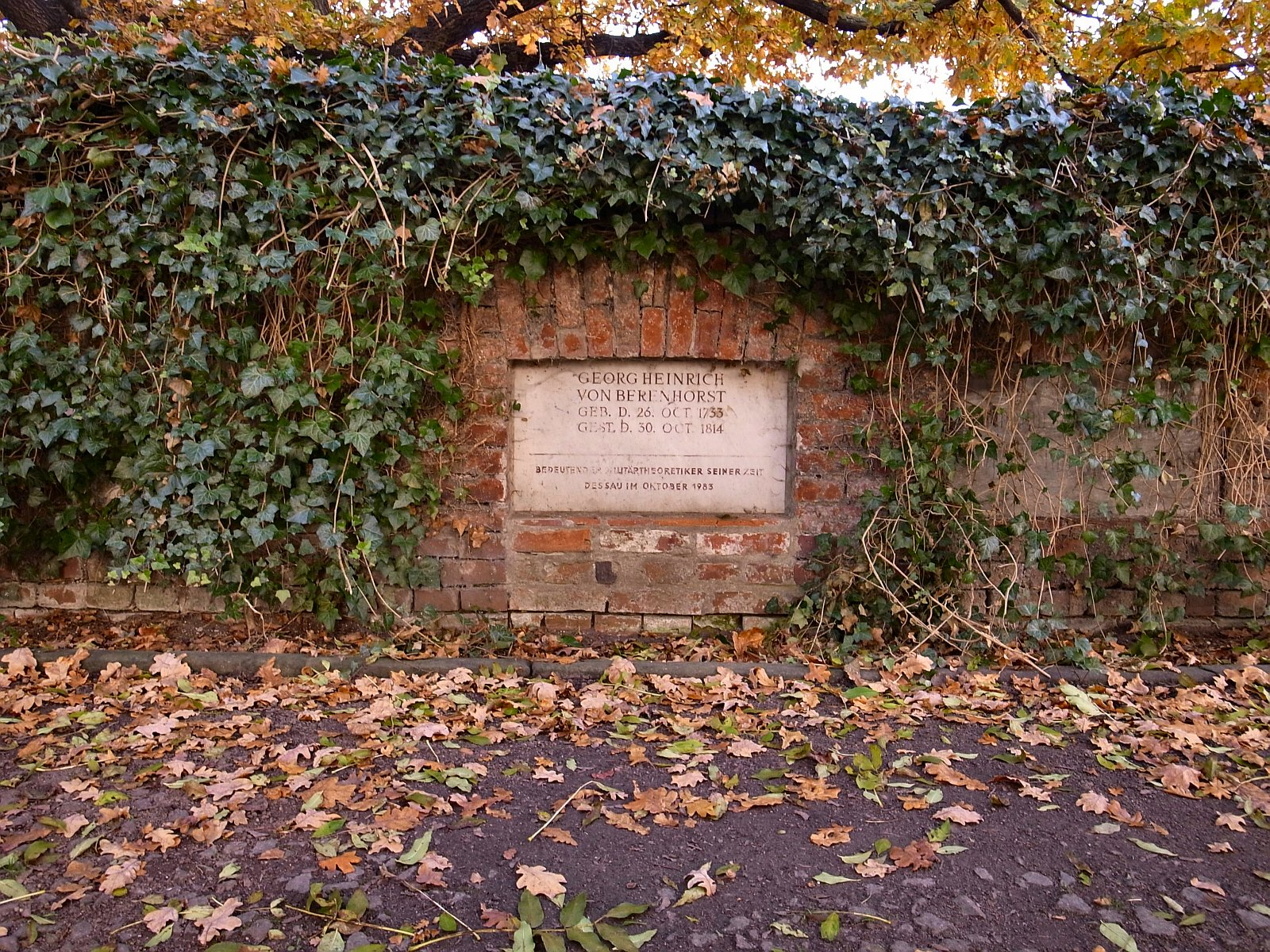
Ruhestätte auf dem neuen Begräbnisplatz in Dessau

## Werke
- Betrachtungen über die Kriegskunst, über ihre Fortschritte, ihre Widersprüche und ihre Zuverlässigkeit. Berlin 1827, Digitalisat
- Betrachtungen über einige Unrichtigkeiten in den Betrachtungen über die Kriegskunst, über ihre Fortschritte, ihre Widersprüche und ihre Zuverlässigkeit. Berlin 1802, Digitalisat
- Nothwendige Randglossen zu den Betrachtungen über einige Unrichtigkeiten in den Betrachtungen über die Kriegskunst über ihre Fortschritte, ihre Widersprüche und ihre Zuverlässigkeit. Leipzig 1802, Digitalisat
- Aphorismen vom Verfasser der Betrachtungen über die Kriegskunst, über ihre Fortschritte, ihre Widersprüche und ihre Zuverlässigkeit. Leipzig 1805, Digitalisat
- Aus dem Nachlasse. Herausgegeben von Eduard von Bülow, Erste Abteilung 1845, Verlag von Aue in Dessau, books.google. Rezension in Literaturblatt. (Beilage zum Morgenblatt für gebildete Stände.) No. 48 vom 7. Juli 1846, S. 190 f. books.google